# Американська вдова (фільм, 1917)
«Американська вдова» (англ. An American Widow) — американська кінокомедія режисера Френка Рейхера 1917 року.

## У ролях
- Етель Беррімор — Елізабет Картер
- Ірвінг Каммінгс — Джаспер Меллорі
- Х. Дадлі Хоулі — граф з Деттмінстера
- Ернест Сталлард — Августус Такер
- Чарльз Діксон — Теодор Бекон
- Альфред Каппелер — Пітні Картер
- Артур Льюїс — Карстейрс
- Перл Браун — мадам Альбані